# Goya d'honneur

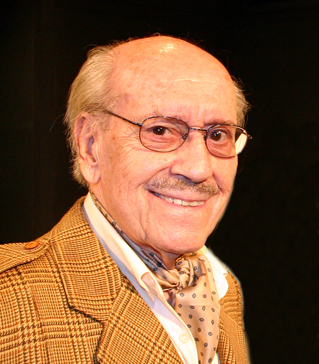
José Luis López Vázquez

Le prix Goya d'honneur (Goya de honor) est une récompense décernée depuis 1987 par l'Academia de las artes y las ciencias cinematográficas de España au cours de la cérémonie annuelle des Goyas. Elle distingue une personnalité du cinéma pour l'ensemble de sa carrière.

## Récipiendaires

### Années 1980
- 1987 : José Aguayo (es), directeur de la photographie
- 1988 : Rafaela Aparicio, actrice
- 1989 : Imperio Argentina, actrice

### Années 1990
- 1990 : Victoriano López García (es), directeur de l'Instituto de Investigaciones y Experiencias Cinematográficas (es)
- 1991 : Enrique Alarcón (es), directeur artistique - chef décorateur
- 1992 : Emiliano Piedra (es), producteur
- 1993 : Manuel Mur Oti, réalisateur
- 1994 : Tony Leblanc, acteur
- 1995 : José María Forqué, réalisateur et producteur
- 1996 : Frederico G Larraya (es), directeur de la photographie
- 1997 : Miguel Picazo, réalisateur et acteur
- 1998 : Rafael Azcona, scénariste
- 1999 : Rafael Alonso (es), acteur

### Années 2000
- 2000 : Antonio Isasi-Isasmendi, réalisateur et producteur
- 2001 : José Luis Dibildos (es), producteur et scénariste
- 2002 : Juan Antonio Bardem, réalisateur
- 2003 : Manuel Alexandre, acteur
- 2004 : Héctor Alterio, acteur
- 2005 : José Luis López Vázquez, acteur
- 2006 : Pedro Masó, réalisateur, scénariste et producteur
- 2007 : Tedy Villalba (es), producteur
- 2008 : Alfredo Landa, acteur
- 2009 : Jesús Franco, réalisateur et acteur

### Années 2010
- 2010 : Antonio Mercero, réalisateur et scénariste
- 2011 : Mario Camus, réalisateur et scénariste
- 2012 : Josefina Molina, réalisatrice et scénariste
- 2013 : Concha Velasco, actrice
- 2014 : Jaime de Armiñán, réalisateur et scénariste
- 2015 : Antonio Banderas, acteur et réalisateur
- 2016 : Mariano Ozores, réalisateur et scénariste
- 2017 : Ana Belén, actrice
- 2018 : Marisa Paredes, actrice
- 2019 : Narciso Ibáñez Serrador, réalisateur et scénariste

### Années 2020
- 2020 : Marisol, actrice
- 2021 : Ángela Molina, actrice
- 2022 : José Sacristán, acteur
- 2023 : Carlos Saura, réalisateur
- 2025 : Aitana Sánchez-Gijón , actrice[1]